# Tamghas
Tamghas (in lingua nepali: तम्घास) è una municipalità del Nepal, capoluogo del distretto di Gulmi.